# Oil for Drugs
Oil for Drugs est une affaire de dopage qui a touché le monde du cyclisme et de l'athlétisme lors du Tour d'Italie 2004. Des coureurs comme Danilo Di Luca, Eddy Mazzoleni ou Alessandro Spezialetti ou comme le perchiste Giuseppe Gibilisco ont été touchés, en collaboration avec le docteur Santuccione.